# Ньюман, Ларейн
Ларе́йн Нью́ман (англ. Laraine Newman; 2 марта 1952, Лос-Анджелес, Калифорния, США) — американская актриса, комедиантка, сценарист и певица. Наиболее известна как участница музыкально-юмористической телепрограммы «Субботним вечером в прямом эфире» в 1975—1980 года.

## Личная жизнь
С 1991 по 2016 год Ньюман была замужем за актёром, сценаристом и режиссёром Чэдом Айнбиндером. У бывших супругов двое детей: Спайк Айнбиндер (род. 24 августа 1991) и Ханна Айнбиндер (род. 21 мая 1995).

## Избранная фильмография
| Год       |    | Русское название                    | Оригинальное название                           | Роль                  |
| --------- | -- | ----------------------------------- | ----------------------------------------------- | --------------------- |
| 1975—1980 | с  | Субботним вечером в прямом эфире    | Saturday Night Live                             | разные персонажи      |
| 1985      | ф  | Идеально                            | Perfect                                         | Линда Слетер          |
| 1986      | ф  | Пришельцы с Марса                   | Invaders from Mars                              | Элен Гарднер          |
| 1991      | ф  | Трудный ребёнок 2                   | Problem Child 2                                 | Лаванда Дюмор         |
| 2015      | мф | Головоломка                         | Inside Out                                      | страх миссис Андерсон |
| 2015—2017 | мс | Семейка Крудс. Начало               | Dawn of the Croods                              | Груг/Бад/Вомп         |
| 2024      | мф | Головоломка 2                       | Inside Out 2                                    | дополнительные голоса |
| 2024      | мф | Looney Tunes: Космическое вторжение | The Day the Earth Blew Up: A Looney Tunes Movie | миссис Грехт          |